# Droga krajowa nr 36 (Polska)
Droga krajowa nr 36 (DK36) – droga krajowa klasy GP oraz klasy G o długości ok. 150 km leżąca na obszarze województw wielkopolskiego i dolnośląskiego. Mimo swej krótkiej trasy łączy zespoły miast: kalisko-ostrowski i legnicko-głogowski. Na odcinku Ostrów Wielkopolski – Lubin przebiega niemal równolegle do drogi krajowej nr 12, z którą ani razu się nie przecina. W Lubinie odbija od drogi wojewódzkiej nr 333 na południowy wschód w kierunku Wrocławia, lecz kończy swoją trasę już w Prochowicach krzyżując się z drogą krajową nr 94.

## Klasa drogi
Droga posiada parametry klasy GP na odcinkach:
- Prochowice – Lubin
- obwodnica Rawicza

oraz parametry klasy G na odcinkach:
- Lubin – Ścinawa – Wińsko – Załęcze
- Rawicz – Krotoszyn – Ostrów Wielkopolski[1][2].

## Historia numeracji
Na przestrzeni lat trasa posiadała różne oznaczenia:

| Numer | Przebieg                                                                                   | Lata obowiązywania  | Źródło | Uwagi |
| ----- | ------------------------------------------------------------------------------------------ | ------------------- | --- | --- |
| ?     | Ostrów Wielkopolski – Krotoszyn – Rawicz – Ścinawa – Lubin                                 | 1952 (?) – lata 70. | Atlas samochodowy Polski 1:500 000. Wyd. IV. Warszawa: Państwowe Przedsiębiorstwo Wydawnictw Kartograficznych, 1965. Brak numerów stron w książce | Nieznana numeracja; na mapach oznaczana jako droga drugorzędna                                                                      |
| 42    | Lubin – Prochowice                                                                         | 1952 (?) – 1986     | - Samochodowy atlas Polski 1:500 000. Wyd. V. Państwowe Przedsiębiorstwo Wydawnictw Kartograficznych, 1979. ISBN 83-7000-017-7. Brak numerów stron w książce - Hegi Gyula, Domokos György: EUROPE L'EUROPE EUROPA ЕВРОПА Road atlas Atlas Routier Autoatlas АТЛАС автомобильных дорог. Budapeszt: Cartographia Budapest, 1981. ISBN 963-350-412-0. Brak numerów stron w książce - Samochodowy atlas Polski 1:500 000. Wyd. IX. Państwowe Przedsiębiorstwo Wydawnictw Kartograficznych, 1985. Brak numerów stron w książce | Droga państwowa do 1985 roku, od 1 października 1985 r. droga krajowa                                                               |
| 39    | Ostrów Wielkopolski – Krotoszyn – Rawicz – Załęcze                                         | lata 70. – 1986     | - Samochodowy atlas Polski 1:500 000. Wyd. V. Państwowe Przedsiębiorstwo Wydawnictw Kartograficznych, 1979. ISBN 83-7000-017-7. Brak numerów stron w książce - Hegi Gyula, Domokos György: EUROPE L'EUROPE EUROPA ЕВРОПА Road atlas Atlas Routier Autoatlas АТЛАС автомобильных дорог. Budapeszt: Cartographia Budapest, 1981. ISBN 963-350-412-0. Brak numerów stron w książce - Samochodowy atlas Polski 1:500 000. Wyd. IX. Państwowe Przedsiębiorstwo Wydawnictw Kartograficznych, 1985. Brak numerów stron w książce | Droga państwowa do 1985 roku, od 1 października 1985 r. droga krajowa                                                               |
| ?     | Załęcze – Wąsosz – Wińsko – Ścinawa – Lubin                                                | lata 70. – 1986     | - Samochodowy atlas Polski 1:500 000. Wyd. V. Państwowe Przedsiębiorstwo Wydawnictw Kartograficznych, 1979. ISBN 83-7000-017-7. Brak numerów stron w książce - Hegi Gyula, Domokos György: EUROPE L'EUROPE EUROPA ЕВРОПА Road atlas Atlas Routier Autoatlas АТЛАС автомобильных дорог. Budapeszt: Cartographia Budapest, 1981. ISBN 963-350-412-0. Brak numerów stron w książce - Samochodowy atlas Polski 1:500 000. Wyd. IX. Państwowe Przedsiębiorstwo Wydawnictw Kartograficznych, 1985. Brak numerów stron w książce | Nieznana numeracja; na mapach oznaczana jako droga drugorzędna                                                                      |
| 324   | Ostrów Wielkopolski – Krotoszyn – Rawicz – Załęcze                                         | 14 II 1986 – 2000   | - Uchwała nr 192 Rady Ministrów z dnia 2 grudnia 1985 r. w sprawie zaliczenia dróg do kategorii dróg krajowych (M.P. z 1986 r. nr 3, poz. 16) - Mapa samochodowa Polski 1:700 000. Wyd. 1. Szczecin: Wydawnictwo Kartograficzne KOMPAS, 1996/1997. ISBN 83-904373-2-5. Brak numerów stron w książce - Mapa samochodowa Polski 1:700 000. Wyd. 2 - zmienione i poprawione. Szczecin: Wydawnictwo Kartograficzne KOMPAS, 1997/1998. ISBN 83-904373-3-3. Brak numerów stron w książce - Rozporządzenie Rady Ministrów z dnia 15 grudnia 1998 r. w sprawie ustalenia wykazu dróg krajowych i wojewódzkich (Dz.U. z 1998 r. nr 160, poz. 1071) | Droga krajowa dopuszczona do ruchu ciężkiego – do 10 t na oś                                                                        |
| 337   | Załęcze – Wąsosz – Wińsko – Ścinawa – Lubin                                                | 14 II 1986 – 2000   | - Uchwała nr 192 Rady Ministrów z dnia 2 grudnia 1985 r. w sprawie zaliczenia dróg do kategorii dróg krajowych (M.P. z 1986 r. nr 3, poz. 16) - Mapa samochodowa Polski 1:700 000. Wyd. 1. Szczecin: Wydawnictwo Kartograficzne KOMPAS, 1996/1997. ISBN 83-904373-2-5. Brak numerów stron w książce - Mapa samochodowa Polski 1:700 000. Wyd. 2 - zmienione i poprawione. Szczecin: Wydawnictwo Kartograficzne KOMPAS, 1997/1998. ISBN 83-904373-3-3. Brak numerów stron w książce - Rozporządzenie Rady Ministrów z dnia 15 grudnia 1998 r. w sprawie ustalenia wykazu dróg krajowych i wojewódzkich (Dz.U. z 1998 r. nr 160, poz. 1071) | Droga krajowa dopuszczona do ruchu ciężkiego – do 10 t na oś                                                                        |
| 344   | Lubin – Prochowice                                                                         | 14 II 1986 – 2000   | - Uchwała nr 192 Rady Ministrów z dnia 2 grudnia 1985 r. w sprawie zaliczenia dróg do kategorii dróg krajowych (M.P. z 1986 r. nr 3, poz. 16) - Mapa samochodowa Polski 1:700 000. Wyd. 1. Szczecin: Wydawnictwo Kartograficzne KOMPAS, 1996/1997. ISBN 83-904373-2-5. Brak numerów stron w książce - Mapa samochodowa Polski 1:700 000. Wyd. 2 - zmienione i poprawione. Szczecin: Wydawnictwo Kartograficzne KOMPAS, 1997/1998. ISBN 83-904373-3-3. Brak numerów stron w książce - Rozporządzenie Rady Ministrów z dnia 15 grudnia 1998 r. w sprawie ustalenia wykazu dróg krajowych i wojewódzkich (Dz.U. z 1998 r. nr 160, poz. 1071) | Droga krajowa dopuszczona do ruchu ciężkiego – do 10 t na oś                                                                        |
| 36    | Prochowice – Lubin – Ścinawa – Wińsko – Załęcze – Rawicz – Krotoszyn – Ostrów Wielkopolski | od 2000             | Zarządzenie nr 6 Generalnego Dyrektora Dróg Publicznych z dnia 9 maja 2000 r. w sprawie nowych numerów dróg krajowych [online], Rzeczpospolita, 4 lipca 2000. | Zmiany przebiegu: - obwodnica Rawicza - przedłużenie drogi w Ostrowie Wlkp. do nowego węzła Ostrów Wielkopolski Wschód z S11 i DK25 |

## Ważniejsze miejscowości leżące na trasie DK36
- Ostrów Wielkopolski (S11, DK25)
- Krotoszyn (DK15, DW444) – planowana obwodnica
- Kobylin
- Miejska Górka (DW434)
- Rawicz (S5) – obwodnica
- Wąsosz
- Ścinawa (DW111, DW340, DW372)
- Lubin (DW333) – obwodnica
- Prochowice (DK94) – obwodnica

## Ograniczenia w ruchu
- W Ścinawie zabytkowy most nad rzeką Odrą oznakowany jest zakazem wjazdu dla pojazdów o rzeczywistej masie całkowitej powyżej 15 ton (docelowo będzie to 20 ton). Ze względu na małą szerokość konstrukcji ruch na niej odbywa się wahadłowo i reguluje go sygnalizacja świetlna[4].

### Dopuszczalny nacisk na oś
Od 13 marca 2021 roku na drodze dozwolony jest ruch pojazdów o nacisku pojedynczej osi do 11,5 tony z wyjątkiem określonych miejsc oznaczonych znakiem zakazu B-19.

#### Do 13 marca 2021 r.
Wcześniej droga krajowa nr 36 była objęta ograniczeniami dopuszczalnego nacisku pojedynczej osi:
| Znak | Dopuszczalny nacisk | Odcinek |
| ---- | ------------------- | --- |
| DK36 | do 10 ton           | - Prochowice – Lubin ( al. Komisji Edukacji Narodowej) - Lubin ( ul. Ścinawska) – Ścinawa - Rawicz (ul. Paderewskiego) – Krotoszyn – Ostrów Wielkopolski |
| DK36 | do 8 ton            | Ścinawa – Wińsko – Wąsosz – Załęcze |